# Poieni (Beriu), Hunedoara
Poieni este un sat în comuna Beriu din județul Hunedoara, Transilvania, România.